# جون لي هانكوك
جون لي هانكوك (بالإنجليزية: John Lee Hancock)‏ هو كاتب سيناريو ومنتج أفلام ومحامي ومخرج أمريكي، ولد في 15 ديسمبر 1956 في لونغفيو في الولايات المتحدة.

## وصلات خارجية
- جون لي هانكوك على موقع IMDb (الإنجليزية)
- جون لي هانكوك على موقع ألو سيني (الفرنسية)
- جون لي هانكوك على موقع ميوزك برينز (الإنجليزية)
- جون لي هانكوك على موقع أول موفي (الإنجليزية)
- جون لي هانكوك على موقع بوكس أوفيس موجو (الإنجليزية)
- جون لي هانكوك على موقع قاعدة بيانات الأفلام السويدية (السويدية)
- جون لي هانكوك على موقع قاعدة بيانات الفيلم (الإنجليزية)
- جون لي هانكوك على موقع كينوبويسك (الروسية)